# Ipswich (Australië)

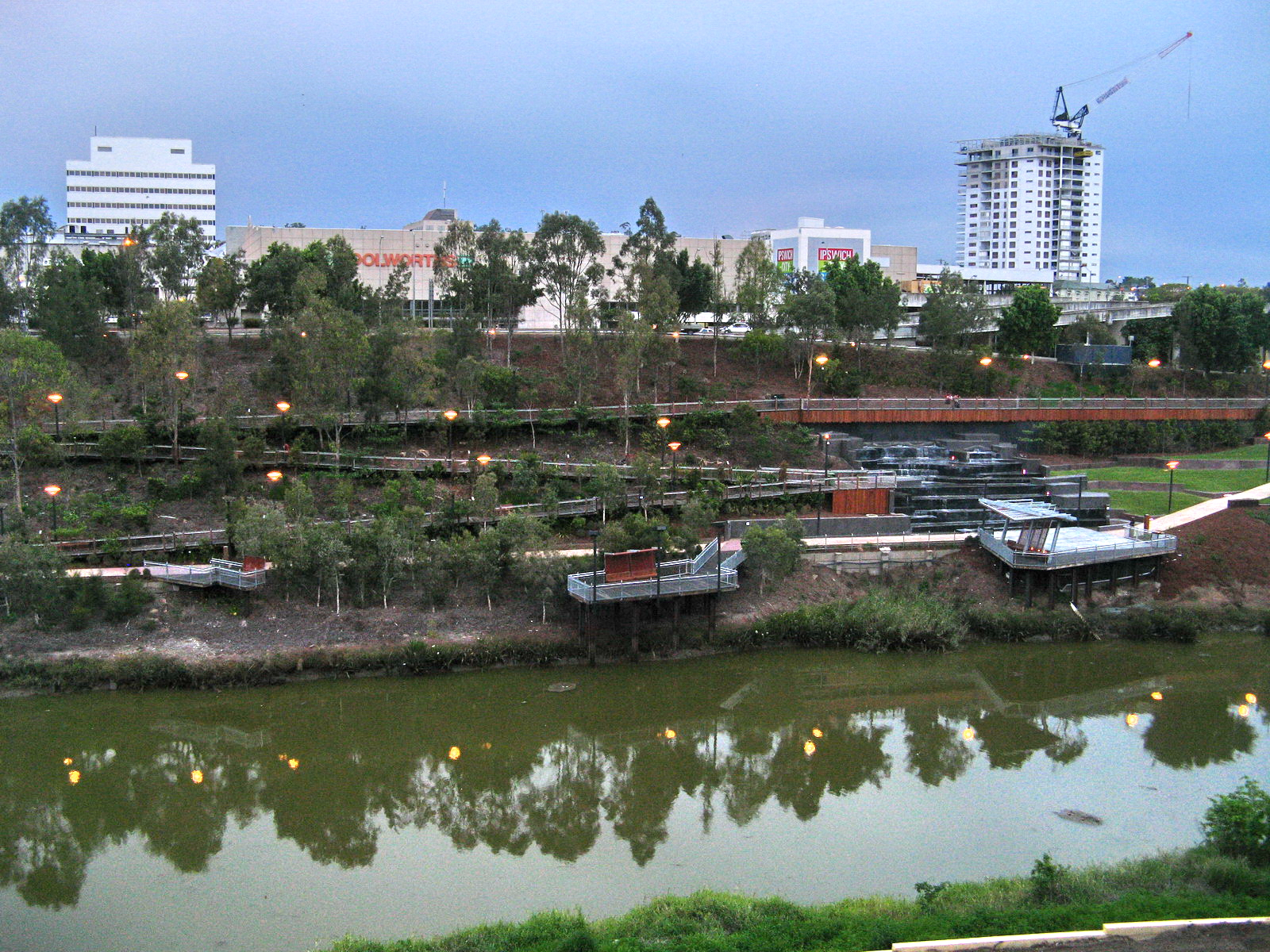
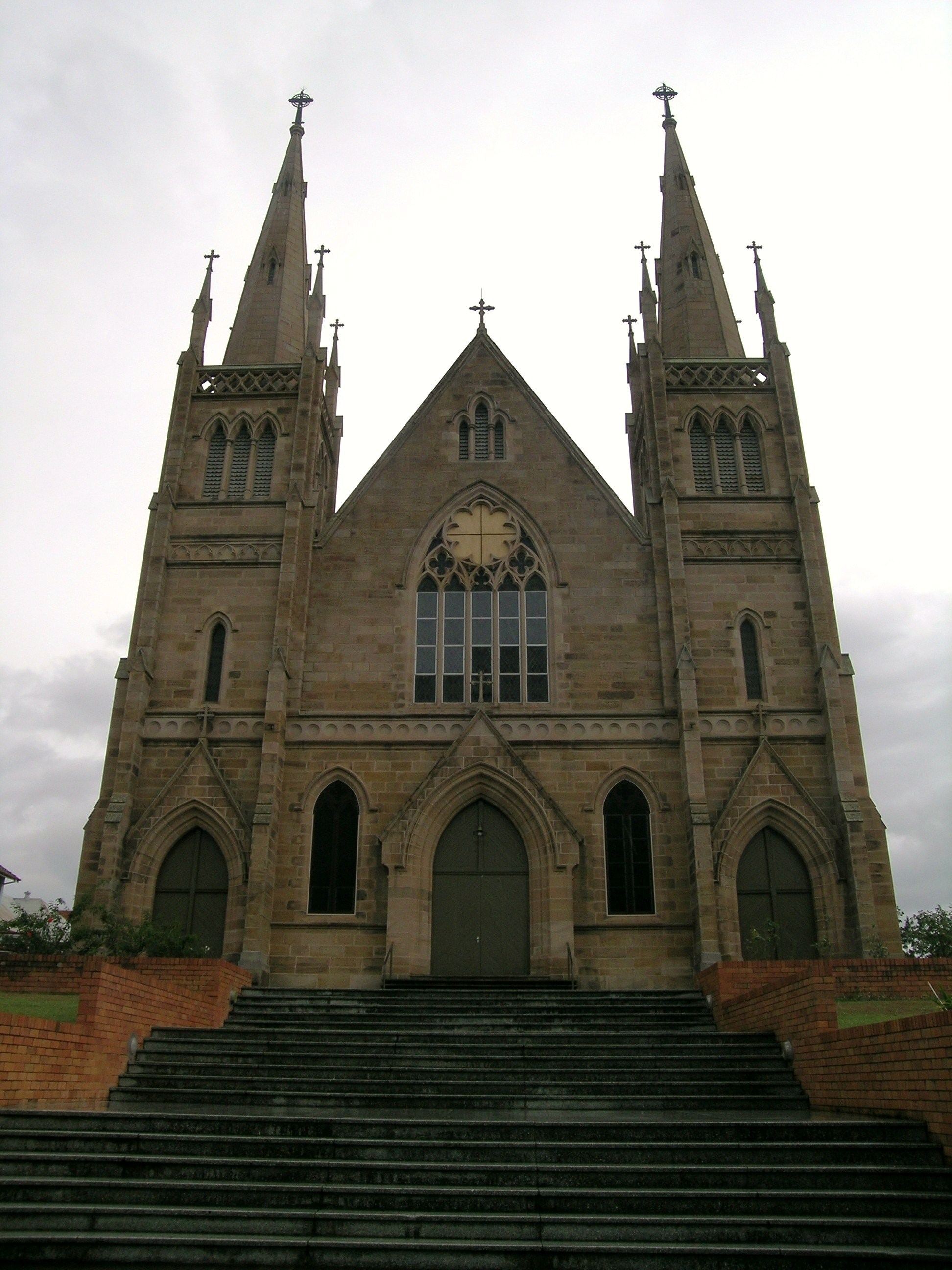
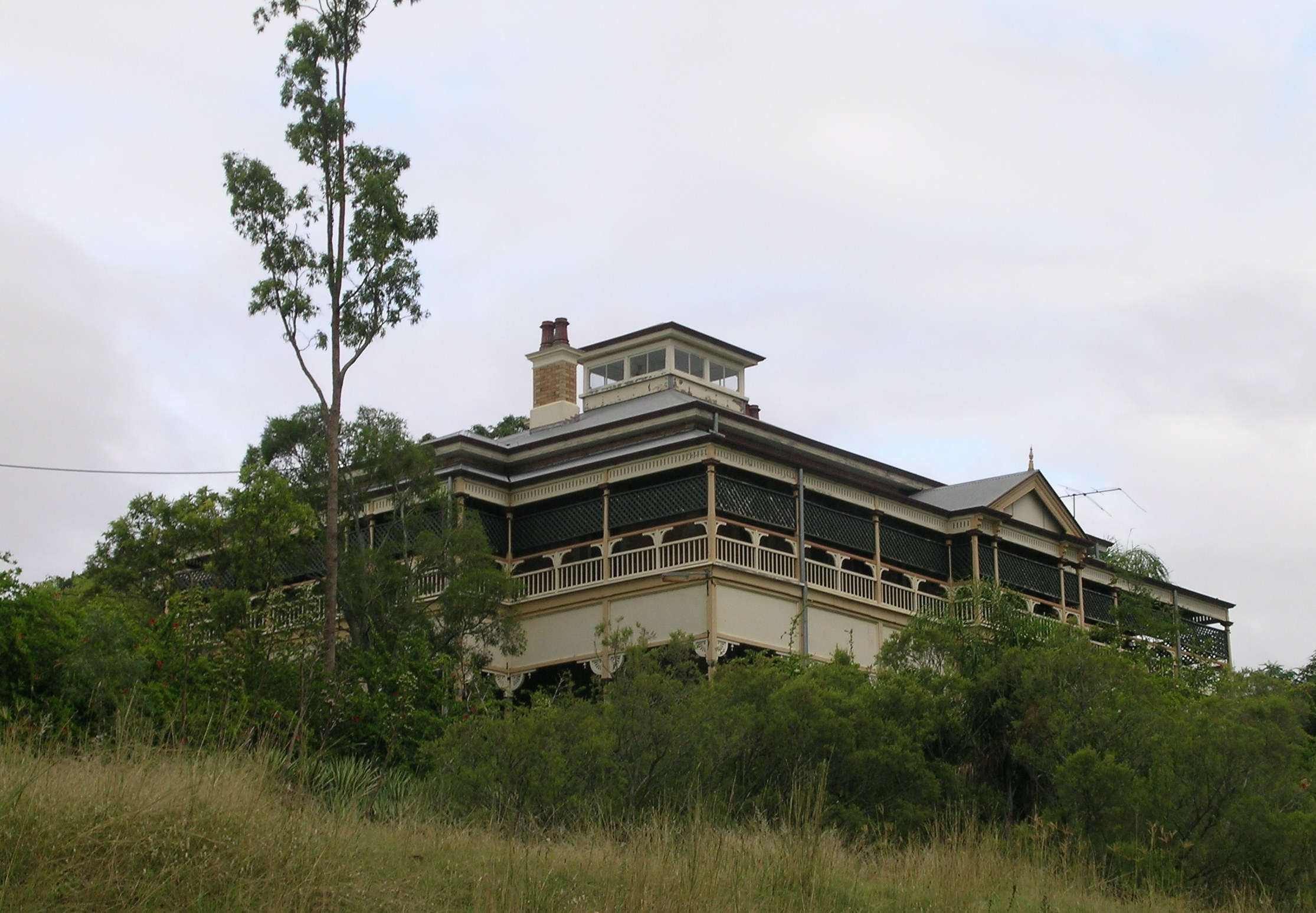
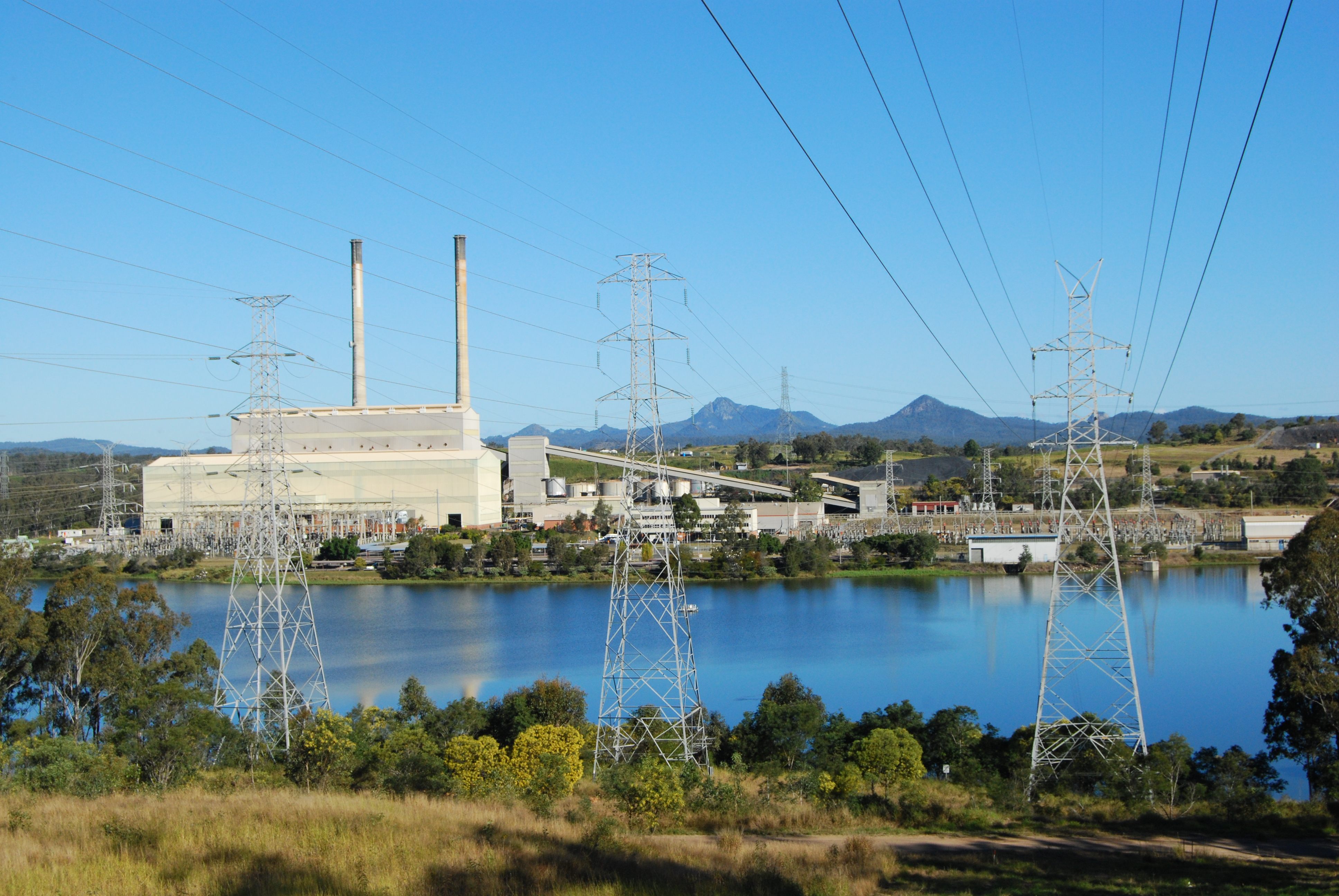
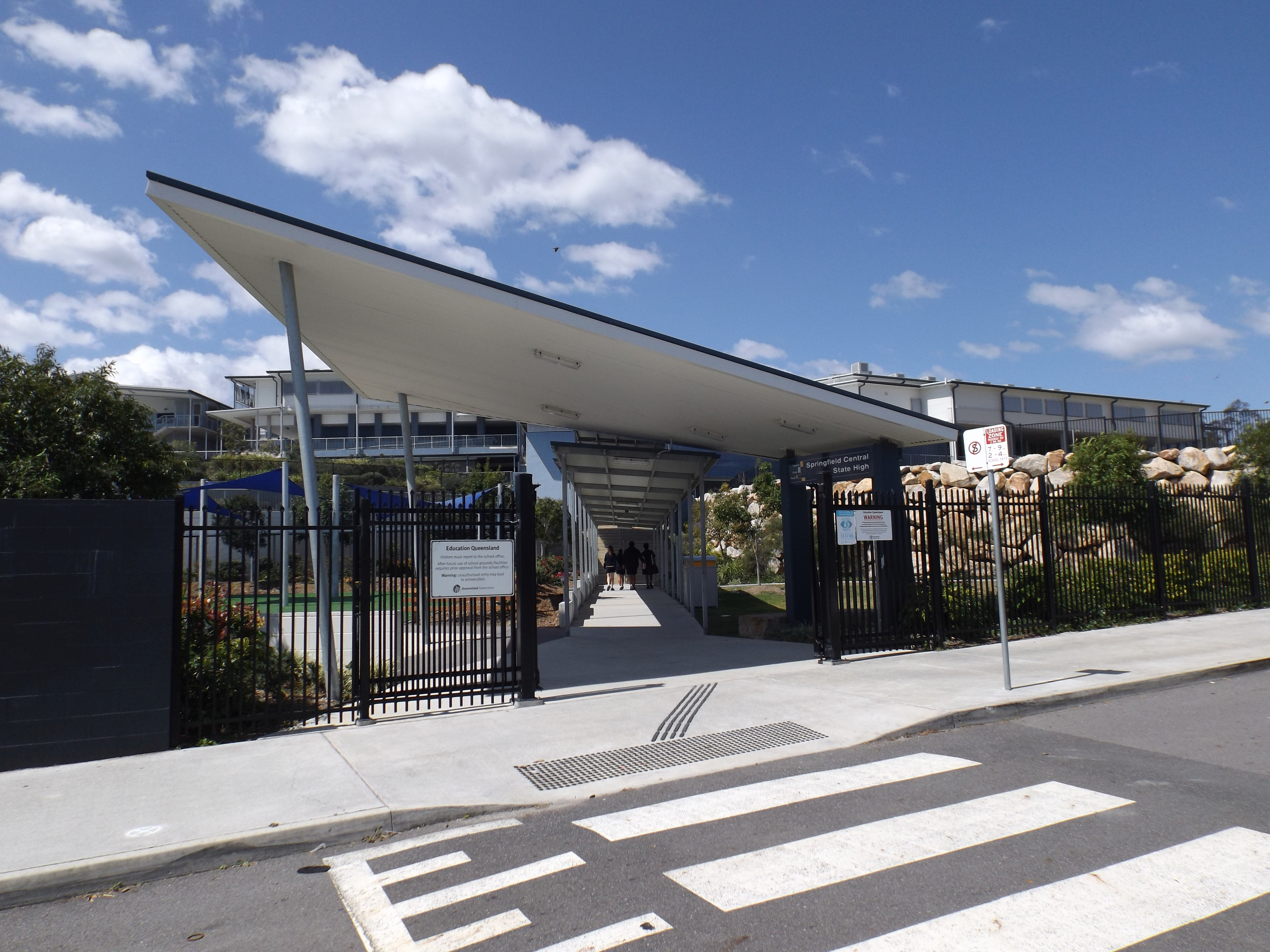
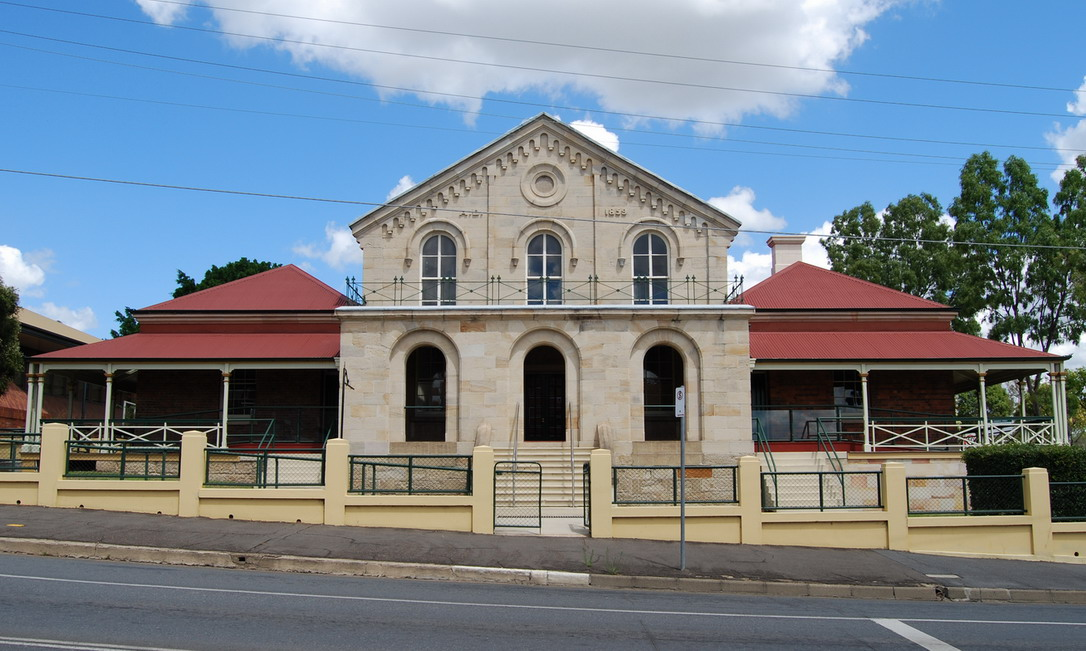

Ipswich is een stad in de Australische deelstaat Queensland, ongeveer 40 km ten zuidwesten van Brisbane aan de Bremer River. Ipswich heeft ongeveer 140.000 inwoners en is inmiddels een voorstad van Brisbane. Ipswich is het beginpunt van de Warrego Highway. Ipswich is vernoemd naar de Engelse stad Ipswich. De stad werd gesticht in 1827 als mijnbouwstad. In 1858 werd het een gemeente en in 1904 een stad.

## Geboren in Ipswich
- Ashleigh Barty (1996), tennisster

Hoofdstad: Brisbane

Steden: Bundaberg · 
Cairns · 
Caloundra · 
Charters Towers · 
Gladstone · 
Gold Coast · 
Hervey Bay · 
Ipswich · 
Logan · 
Mackay · 
Maryborough · 
Mount Isa · 
Rockhampton · 
Thuringowa · 
Toowoomba · 
Townsville